# 쥘리에트 베르토
쥘리에트 베르토(Juliet Berto, 1947년 1월 16일 ~ 1990년 1월 10일)는 프랑스의 배우, 영화 감독, 영화 각본가이다.

## 출연 작품
- 스노우 (1981)
- 벽, 벽들 (1980)
- 대결 (1976)
- 고독한 추적 (1976)
- 셀린느와 줄리 배타러 가다 (1974)
- 섹스숍 (1972)
- 아웃 원 (1971)
- 블라디미르와 로자 (1970)
- 즐거운 지식 (1968)
- 주말 (1967)
- 그녀에 대해 알고 있는 두세 가지 것들 (1967)
- 중국 여인 (1967)